# Манастир Лапушња
Манастир Лапушња је некадашњи православни манастир који се налази на обронцима Ртња, код села Криви Вир у општини Бољевац. Манастирску цркву Светог Николе подигли су влашки војвода Радул Велики и велики паркалаб, жупан Гергина 1500/1501. године. Данас се налази под заштитом Републике Србије, као споменик културе од великог значаја.

## Положај
Манастир Лапушња се налази у источној Србији у области Црне реке. Смештен је на граници села Криви Вир и Луково, али територијално припада Кривом Виру. Лежи у једној ували, на десној обали Лопушанског потока, међу северним шумовитим обронцима Ртња.
До манастира се стиже колским путем дужине око 3 километара који песеца плодне њиве, благим успоном. Одваја се јужно од асфалтног пута Параћин—Зајечара, на деоници пута између Кривог Вира и Лукова.

## Историја

### 15. век
Једини поуздани подаци на основу којих је могуће праћење трајања манастира потичу из турских извора. Манастир се први пут помиње 1455. године, у оквиру турског пописног дефтера Видинског санџака. Не постоје подаци о оснивању нити о првобитним ктиторима манастира, а с обзиром да је манастир на попису из 1455. већ био укључен у турски феудални поредак с одређеним пореским обавезама, говори о његовом ранијем постојању. Не искључује се могућност да је манастир стара влашка ктиторија, а томе иде у прилог чињеница да је жена последњег видинског цара Јована Страцимира, који је владао овим подручјем, била ћерка влашког војводе Николе Басараба. На попису из 1455. се манастир наводи под називом Лопузна  унутар највећег добра Бањске нахије заједно са оближњим манастиром Лозица коју ужива заим Рикабдар Јакуб. Помиње се да има два духовника, а једногодишња давања за имање којим је располагао манастир износила су 100 акчи.
Према попису из 1483. године, дажбине манастира су износиле 157 акчи годишње. За наредни период од пола века нису пронађени пописи иако се сматра да су обављани, па тако нису познате обавезе манастира према турским властима.

### 16. век
На основу ктиторског натписа на западном зиду наоса, зна се да је постојећа црква Светог Николе подигнута 7009. године, односно крајем 1500. године или 1501. године. Цркву је подигао угровлашки војвода Јован Радул односно Радул Велики заједно са великим паркалабом, кнезом Гергином, при игуману јеромонаху Геласију. Војвода Радул Велики је био син Влада Калуђера и унук Влада Дракула. Владао је од 1495. до 1508. године посветивши бригу политичком, културном и црквеном животу због чега је прозван Великим. Жупан Гергина је био ујак Радула Великог и четврт века је био паркалаб тврђаве Поенари у долини реке Арђеш у Румунији.
Црква је живописана након смрти војводе Радула Великог 1510. године, залагањем кнеза Богоја, његове жене Маре и деце, за време игумана јеромонаха Теодора. Кнез Богоје је био представник локалне власти који је спадао у кнезове са великим угледом у Турској о чијим се функцијама не зна. На ктиторској композицији, која је данас готово уништена, приказани су Радул Велики и кнез Богоје који држе модел цркве. У пратњи се десно од Радула налази жупан Гергина, а лево од Богоја његова жена Мара. Кнез Богоје је једини портретисани представник локалне власти на црноречком подручју почетком 16. века, за кога ce зна.
30-их година 16. века, дошло је до територијалне реорганизације Видинског санџака, па је манастир припао Црноречкој нахији. У једном наврату, 1530. године, манастир је ушао у турски попис под називом Радулинац, сасвим извесно назван по војводи Радулу Великом, са дажбинама од 75 акчи. У наредним пописима водио се под својим старим именом. 
Према опширном видинском дефтеру из 1586. године у манастиру живе три монаха, Ликурије, Гаврил и Мартирије. Пореска давања била су 81 акче расподељена на дажбине у  натури и новцу. Подаци о дажбинама су следећи: пшеница, једна мерица — 40 акчи; јечам, пола мерице — 10 акчи; шира, једна медра — 6 акчи; зоб са мешаним житом, пола мерице — 6 акчи; овчарина — 2 акче; пчеларина — 6 акчи; ушур за повртњак — 3 акче; ушур за воће — 2 акче; казне и глобе — 6 акчи. На основу ових података може се видети каквом пољопривредном делатношћу се бавио манастир.

### 17. век до данас
Због недостатка извора, живот манастира није могуће пратити у чак три наредна века. Једини изузетак који сведочи о активности манастира је податак о попу Мартирију с његове надгробне плоче из 1692. године, написан тајном буквицом.
Манастир je вероватно опустео y време аустријско-турских ратова y 17. или 18. веку и касније ce претворио y рушевине.
У књизи Бања, Петар Јовановић је забележио да су, по причању мештана Јошанице, Турци порушили манастир Лапушњу и кренули на Бању, а борбе су биле на Раскрсју, изнад села Јошанице, јужно од Лапушње.
Манастир је стављен под заштиту државе 19. марта 1948. године. Конзерваторско-рестаураторски радови су отпочели 1950, а настављени 1956. године. У оквиру пројекта
Републичког завода за заштиту споменика културе СР
Србије, a y сарадњи са службом заштите HP Румуније, y
периоду 1968—1973. обављена je конзервација с делимичном реконструкцијом горњих делова грађевине, као и конзервација фресака. Пројекат за конзерваторско-рестаураторске радове и надзор над њиховим извођењем био je поверен архитекти Ивану Костићу, a учвршћивање постојећих фресака за зидну подлогу сликару и конзерватору Звонимиру Зековићу с екипом студената.

## Архитектура и живопис манастирске цркве
Црква у Лапушњи има триконхоналну основу, са нартексом на западној и полукружном олтарском апсидом на истоку. Олтарски део је подељен на три дела, као и наос који се састоји од три травеја неједнаких димензија. Над средњим од њих, уздиже се осмострана купола, која почива на постољу квадратне основе. У његовим угловима се налазе камене розете, које уједно представљају и једини архитектонски украс цркве. Бочне апсиде су споља петостране, а уз јужни зид цркве је призидана мања капела.
Фрескосликарство цркве је очувано веома лоше и избледело је, пошто је црква у вишевековном периоду била разрушена. На ктиторској композицији, смештеној на споју северног и западног зида наоса, приказани су Радул и Гергина, као и кнез Богоје са супругом Маром и децом. Распознају се још фреске светих ратника, архијереја, затим композиције Великих празника и литургијске тематике, док су у куполи уочљиви библијски пророци и јеванђелисти.

## Галерија
- Манастир Лапушња
- Манастир Лапушња
- Манастир Лапушња детаљ
- Манастир Лапушња детаљ очуване фреске